# Acritoscincus
Acritoscincus – rodzaj jaszczurek z podrodziny Lygosominae w rodzinie scynkowatych (Scincidae). Niektórzy autorzy używają dla tego rodzaju nowszej nazwy Bassiana.

## Zasięg występowania
Rodzaj obejmuje gatunki występujące w południowej i wschodniej Australii oraz na Tasmanii. 

## Systematyka
Rodzaj zdefiniował w 1843 roku austriacki przyrodnik Leopold Fitzinger w publikacji własnego autorstwa dotyczącej systematyki gadów. Gatunkiem typowym jest (oryginalne oznaczenie) Acritoscincus duperreyi. Jednak nazwa – Eulepis – którą Fitzinger nadał nowemu taksonowi, okazała się młodszym homonimem rodzaju motyli opisanego w 1820 roku, dlatego w 1985 roku australijscy herpetolodzy Richard Walter Wells i Cliff Ross Wellington nadali rodzajowi jaszczurek nową nazwę – Acritoscincus.

### Etymologia
- Eulepis: gr. ευ eu ‘dobry, ładny, typowy’[6]; λεπις lepis, λεπιδος lepidos ‘łuska, płytka’, od λεπω lepō ‘łuszczyć’[7].
- Acritoscincus: gr. akritos ‘pomieszany, nieuporządkowany’[1][8], łac. scincus ‘rodzaj jaszczurek, scynk’, od gr. σκιγκος skinkos ‘rodzaj jaszczurek, scynk’[1][9].
- Bassiana: Bassian, subregion zoogeograficzny, w którym zbiegają się granice występowania wszystkich trzech gatunków z tego rodzaju[3].

### Podział systematyczny
Do rodzaju należą następujące gatunki: 
- Acritoscincus duperreyi (Gray, 1839)
- Acritoscincus platynotus (Peters, 1881)
- Acritoscincus trilineatus (Gray, 1838)